# Mirikend (Khojavend)
Mirikend est un village d'Azerbaïdjan situé dans le raion de Khojavend. Elle compte 200 habitants en 2005.